# ECHL 1997/98
Die Saison 1997/98 war die zehnte reguläre Saison der East Coast Hockey League (ECHL). Die 25 Teams absolvierten in der regulären Saison je 70 Begegnungen. Das punktbeste Team der regulären Saison waren die Louisiana IceGators, während die Hampton Roads Admirals in den Play-offs ihren dritten Meistertitel gewannen.

## Teamänderungen
Folgende Änderungen wurden vor Beginn der Saison vorgenommen:
- Die Knoxville Cherokees wurden nach Florence, South Carolina, umgesiedelt und spielten fortan unter dem Namen Pee Dee Pride.
- Die Chesapeake Icebreakers wurden als Expansionsteam in die Liga aufgenommen.
- Die New Orleans Brass wurden als Expansionsteam in die Liga aufgenommen.

## Reguläre Saison

### Abschlusstabellen
Abkürzungen: GP = Spiele, W = Siege, L = Niederlagen, T = Unentschieden, OTL = Niederlage nach Overtime, GF = Erzielte Tore, GA = Gegentore, Pts = Punkte

#### Northern Conference
| Northeast Division     | GP | W  | L  | SOL | GF  | GA  | Pts |
| ---------------------- | -- | -- | -- | --- | --- | --- | --- |
| Roanoke Express        | 70 | 42 | 21 | 7   | 235 | 208 | 91  |
| Wheeling Nailers       | 70 | 37 | 24 | 9   | 255 | 255 | 83  |
| Chesapeake Icebreakers | 70 | 34 | 28 | 8   | 252 | 239 | 76  |
| Hampton Roads Admirals | 70 | 32 | 28 | 10  | 222 | 225 | 74  |
| Richmond Renegades     | 70 | 30 | 33 | 7   | 218 | 277 | 67  |
| Johnstown Chiefs       | 70 | 23 | 41 | 6   | 219 | 297 | 52  |

| Northwest Division    | GP | W  | L  | SOL | GF  | GA  | Pts |
| --------------------- | -- | -- | -- | --- | --- | --- | --- |
| Peoria Rivermen       | 70 | 44 | 19 | 7   | 296 | 213 | 95  |
| Toledo Storm          | 70 | 41 | 21 | 8   | 251 | 210 | 90  |
| Dayton Bombers        | 70 | 36 | 26 | 8   | 255 | 256 | 80  |
| Huntington Blizzard   | 70 | 34 | 29 | 7   | 230 | 259 | 75  |
| Columbus Chill        | 70 | 33 | 30 | 7   | 221 | 220 | 73  |
| Louisville Riverfrogs | 70 | 32 | 31 | 7   | 228 | 257 | 71  |

#### Southern Conference
| Southeast Division        | GP | W  | L  | SOL | GF  | GA  | Pts |
| ------------------------- | -- | -- | -- | --- | --- | --- | --- |
| South Carolina Stingrays  | 70 | 41 | 23 | 6   | 246 | 218 | 88  |
| Charlotte Checkers        | 70 | 35 | 24 | 11  | 251 | 237 | 81  |
| Pee Dee Pride             | 70 | 34 | 25 | 11  | 214 | 215 | 76  |
| Jacksonville Lizard Kings | 70 | 35 | 29 | 6   | 243 | 239 | 76  |
| Raleigh Icecaps           | 70 | 32 | 33 | 5   | 236 | 254 | 69  |
| Tallahassee Tiger Sharks  | 70 | 24 | 44 | 2   | 210 | 320 | 50  |

| Southwest Division     | GP | W  | L  | SOL | GF  | GA  | Pts |
| ---------------------- | -- | -- | -- | --- | --- | --- | --- |
| Louisiana IceGators    | 70 | 43 | 17 | 10  | 298 | 232 | 96  |
| Birmingham Bulls       | 70 | 39 | 23 | 8   | 293 | 257 | 86  |
| Pensacola Ice Pilots   | 70 | 36 | 24 | 10  | 276 | 262 | 82  |
| New Orleans Brass      | 70 | 36 | 24 | 10  | 278 | 263 | 82  |
| Mobile Mysticks        | 70 | 35 | 27 | 8   | 236 | 233 | 78  |
| Mississippi Sea Wolves | 70 | 34 | 27 | 9   | 225 | 224 | 77  |
| Baton Rouge Kingfish   | 70 | 33 | 27 | 10  | 220 | 238 | 76  |

## Kelly-Cup-Playoffs
|  | Erste Runde | Erste Runde              | Erste Runde            |                        |                        | Zweite Runde | Zweite Runde | Zweite Runde |  |  | Dritte Runde | Dritte Runde | Dritte Runde |  |  | Kelly-Cup-Finale | Kelly-Cup-Finale | Kelly-Cup-Finale |
|  |             |                          |                        |                        |                        |              |              |              |  |  |              |              |              |  |  |                  |                  |                  |
|  | N1          | Peoria Rivermen          | 0                      |                        |                        |              |              |              |  |  |              |              |              |  |  |                  |                  |                  |
|  | N8          | Hampton Roads Admirals   | 3                      |                        |                        |              |              |              |  |  |              |              |              |  |  |                  |                  |                  |
|  | N8          | Hampton Roads Admirals   | 3                      | N3                     | Toledo Storm           | 1            |              |              |  |  |              |              |              |  |  |                  |                  |                  |
|  |             |                          |                        | N3                     | Toledo Storm           | 1            |              |              |  |  |              |              |              |  |  |                  |                  |                  |
|  |             |                          | N4                     | Wheeling Nailers       | 3                      |              |              |              |  |  |              |              |              |  |  |                  |                  |                  |
|  | N4          | Wheeling Nailers         | N4                     | Wheeling Nailers       | 3                      | 3            |              |              |  |  |              |              |              |  |  |                  |                  |                  |
|  | N4          | Wheeling Nailers         |                        |                        |                        | 3            |              |              |  |  |              |              |              |  |  |                  |                  |                  |
|  | N5          | Dayton Bombers           | 2                      |                        |                        |              |              |              |  |  |              |              |              |  |  |                  |                  |                  |
|  | N5          | Dayton Bombers           | 2                      | N4                     | Wheeling Nailers       | 2            |              |              |  |  |              |              |              |  |  |                  |                  |                  |
|  |             |                          |                        | N4                     | Wheeling Nailers       | 2            |              |              |  |  |              |              |              |  |  |                  |                  |                  |
|  |             | N8                       | Hampton Roads Admirals | 4                      |                        |              |              |              |  |  |              |              |              |  |  |                  |                  |                  |
|  | N3          | N8                       | Hampton Roads Admirals | 4                      | Toledo Storm           | 3            |              |              |  |  |              |              |              |  |  |                  |                  |                  |
|  | N3          |                          |                        |                        | Toledo Storm           | 3            |              |              |  |  |              |              |              |  |  |                  |                  |                  |
|  | N6          | Chesapeake Icebreakers   | 0                      |                        |                        |              |              |              |  |  |              |              |              |  |  |                  |                  |                  |
|  | N6          | Chesapeake Icebreakers   | 0                      | N2                     | Roanoke Express        | 2            |              |              |  |  |              |              |              |  |  |                  |                  |                  |
|  |             |                          |                        | N2                     | Roanoke Express        | 2            |              |              |  |  |              |              |              |  |  |                  |                  |                  |
|  |             |                          | N8                     | Hampton Roads Admirals | 3                      |              |              |              |  |  |              |              |              |  |  |                  |                  |                  |
|  | N2          | Roanoke Express          | N8                     | Hampton Roads Admirals | 3                      | 3            |              |              |  |  |              |              |              |  |  |                  |                  |                  |
|  | N2          | Roanoke Express          |                        |                        |                        |              |              |              |  |  |              |              |              |  |  |                  |                  |                  |
|  | N7          | Huntington Blizzard      | 1                      |                        |                        |              |              |              |  |  |              |              |              |  |  |                  |                  |                  |
|  | N7          | Huntington Blizzard      | 1                      | N8                     | Hampton Roads Admirals | 4            |              |              |  |  |              |              |              |  |  |                  |                  |                  |
|  |             |                          |                        |                        |                        |              |              |              |  |  |              |              |              |  |  |                  |                  |                  |
|  |             | S4                       | Pensacola Ice Pilots   | 2                      |                        |              |              |              |  |  |              |              |              |  |  |                  |                  |                  |
|  | S1          | S4                       | Pensacola Ice Pilots   | 2                      | Louisiana IceGators    | 3            |              |              |  |  |              |              |              |  |  |                  |                  |                  |
|  | S1          |                          |                        |                        | Louisiana IceGators    | 3            |              |              |  |  |              |              |              |  |  |                  |                  |                  |
|  | S8          | Mobile Mysticks          | 0                      |                        |                        |              |              |              |  |  |              |              |              |  |  |                  |                  |                  |
|  | S8          | Mobile Mysticks          | 0                      | S1                     | Louisiana IceGators    | 3            |              |              |  |  |              |              |              |  |  |                  |                  |                  |
|  |             |                          |                        | S1                     | Louisiana IceGators    | 3            |              |              |  |  |              |              |              |  |  |                  |                  |                  |
|  |             |                          | S7                     | Pee Dee Pride          | 0                      |              |              |              |  |  |              |              |              |  |  |                  |                  |                  |
|  | S4          | Pensacola Ice Pilots     | S7                     | Pee Dee Pride          | 0                      | 3            |              |              |  |  |              |              |              |  |  |                  |                  |                  |
|  | S4          | Pensacola Ice Pilots     |                        |                        |                        | 3            |              |              |  |  |              |              |              |  |  |                  |                  |                  |
|  | S5          | New Orleans Brass        | 1                      |                        |                        |              |              |              |  |  |              |              |              |  |  |                  |                  |                  |
|  | S5          | New Orleans Brass        | 1                      | S1                     | Louisiana IceGators    | 2            |              |              |  |  |              |              |              |  |  |                  |                  |                  |
|  |             |                          |                        | S1                     | Louisiana IceGators    | 2            |              |              |  |  |              |              |              |  |  |                  |                  |                  |
|  |             | S4                       | Pensacola Ice Pilots   | 4                      |                        |              |              |              |  |  |              |              |              |  |  |                  |                  |                  |
|  | S3          | S4                       | Pensacola Ice Pilots   | 4                      | Birmingham Bulls       | 1            |              |              |  |  |              |              |              |  |  |                  |                  |                  |
|  | S3          |                          |                        |                        |                        |              |              |              |  |  |              |              |              |  |  |                  |                  |                  |
|  | S6          | Charlotte Checkers       | 3                      |                        |                        |              |              |              |  |  |              |              |              |  |  |                  |                  |                  |
|  | S6          | Charlotte Checkers       | 3                      | S4                     | Pensacola Ice Pilots   | 3            |              |              |  |  |              |              |              |  |  |                  |                  |                  |
|  |             |                          |                        | S4                     | Pensacola Ice Pilots   | 3            |              |              |  |  |              |              |              |  |  |                  |                  |                  |
|  |             |                          | S6                     | Charlotte Checkers     | 0                      |              |              |              |  |  |              |              |              |  |  |                  |                  |                  |
|  | S2          | South Carolina Stingrays | S6                     | Charlotte Checkers     | 0                      | 2            |              |              |  |  |              |              |              |  |  |                  |                  |                  |
|  | S2          | South Carolina Stingrays |                        |                        |                        |              |              |              |  |  |              |              |              |  |  |                  |                  |                  |
|  | S7          | Pee Dee Pride            | 3                      |                        |                        |              |              |              |  |  |              |              |              |  |  |                  |                  |                  |

### Kelly-Cup-Sieger
| Kelly-Cup-Sieger Hampton Roads Admirals | Chad Ackerman, Olexander Alexejew, Rob Bonneau, Dan Carney, Dan Ceman, Alexander Charlamow, Sébastien Charpentier, Marty Clapton, Jeff Corbett, Victor Gervais, Juri Jeresko, Wadim Jepantschinzew, Dominic Maltais, Drew Palmer, Chris Phelps, Joel Poirier, Jason Saal, Boris Selenko, Kayle Short, Rod Taylor Trainer: John Brophy |

## Vergebene Trophäen
| Auszeichnung                                                                   | Spieler                | Team                     |
| ------------------------------------------------------------------------------ | ---------------------- | ------------------------ |
| ECHL Coach of the Year Bester Trainer                                          | Chris Nilan            | Chesapeake Icebreakers   |
| ECHL Most Valuable Player Bester Spieler der regulären Saison                  | Jamey Hicks            | Birmingham Bulls         |
| Kelly Cup Playoffs Most Valuable Player Bester Spieler der Playoffs            | Sébastien Charpentier  | Hampton Roads Admirals   |
| ECHL Rookie of the Year Bester Rookie der regulären Saison                     | Sean Venedam           | Toledo Storm             |
| ECHL Goaltender of the Year Bester Torwart der regulären Saison                | Nick Vitucci           | Toledo Storm             |
| ECHL Defenseman of the Year Bester Verteidiger der regulären Saison            | Chris Valicevic        | Louisiana IceGators      |
| ECHL Leading Scorer Bester Scorer der regulären Saison                         | Jamey Hicks            | Birmingham Bulls         |
| ECHL Sportsmanship Award Hoher sportlicher Standard und vorbildliches Benehmen | Cal Ingraham           | Tallahassee Tiger Sharks |
| Kelly Cup Gewinner der ECHL-Playoffs                                           | Hampton Roads Admirals | Hampton Roads Admirals   |
| Henry Brabham Cup Bestes Team der regulären Saison                             | Louisiana IceGators    | Louisiana IceGators      |
| Northern Conference Champion Bestes Team der Northern Conference               | Hampton Roads Admirals | Hampton Roads Admirals   |
| Southern Conference Champion Bestes Team der Southern Conference               | Pensacola Ice Pilots   | Pensacola Ice Pilots     |